# Езично-устнена съгласна
Езично-устнените съгласни (също линголабиални консонанти) са група съгласни звукове, чието учленение става чрез допиране на езика в горната устна. Те представляват крайна форма на предноезичните съгласни, която се среща сравнително рядко в говоримите езици и в Международната фонетична азбука се обозначава с диакритични модификатори на основните символи.